# Whitesnake's Greatest Hits
Whitesnake's Greatest Hits è una raccolta del gruppo musicale britannico Whitesnake, pubblicata nel luglio 1994. Comprende i singoli di maggior successo estratti dagli album Slide It In (1984), Whitesnake (1987) e Slip of the Tongue (1989). Include inoltre tre tracce fino ad allora mai pubblicate negli Stati Uniti.
In occasione dell'uscita della raccolta, venne ripubblicato il singolo Is This Love accompagnato dalla traccia Sweet Lady Luck (che era originariamente apparsa solo come lato B del singolo The Deeper the Love). Questa edizione ha raggiunto la posizione numero 25 della Official Singles Chart.

## Tracce
1. Still of the Night – 6:38
2. Here I Go Again '87 (Radio Mix) – 3:53
3. Is This Love – 4:44
4. Love Ain't No Stranger – 4:17
5. Looking for Love – 6:31
6. Now You're Gone – 4:12
7. Slide It In – 3:20
8. Slow an' Easy – 6:09
9. Judgement Day – 5:16
10. You're Gonna Break My Heart Again – 4:11
11. The Deeper the Love – 4:22
12. Crying in the Rain '87 ('87 version) – 5:36
13. Fool for Your Loving '89 – 4:11
14. Sweet Lady Luck – 4:34